# Tvrdohlavý Turek
Tvrdohlavý Turek (1883, Kéraban le têtu) je dobrodružný román který napsal francouzský spisovatel Jules Verne v cyklu Podivuhodné cesty (Les Voyages extraordinaires). Česky román také vyšel pod originálním názvem Paličatý Kéraban.

## Obsah románu
Děj románu začíná v tureckém městě Istanbulu, ležícím na obou březích úžiny Bospor, která odděluje Evropu od Malé Asie. Zde žije bohatý obchodník s tabákem Kéraban. Jeho dům stojí v asijské čtvrti Scutari (dnes Üsküdar), zatímco kancelář má v evropské části města, takže musí každý den využívat přívoz.
Kérabana navštíví v kanceláři jeho obchodního partner z Rotterdamu Jan Van Mitten se svým sluhou Brunem. Na schůzce se Kéraban rozhodne pozvat Van Mittena na večeři do svého domu. Když se všichni chtějí přepravit přes úžinu, Kéraban zjistí, že tato přeprava byla zatížena novou zvláštní daní. Tato daň Kérabana, který kriticky vystupuje proti vládě, velice rozzlobí, a protože je strašlivě paličatý, nechce nepatrný poplatek zaplatit. Rozhodne se proto, že podnikne sedm set kilometrů dlouhou cestu okolo Černého moře, aby se bez placení dostal na druhou stranu úžiny. Cesty v Kérabanově kočáře (Kéraban totiž nevěří moderní technice a odmítá používat vlak) se musí chtě-nechtě zúčastnit i Van Mitten. Nemůže odmítnout, protože by svého hostitele urazil. Jediným problémem nastávající cesty je to, že Kéraban se musí vrátit do Istanbulu nejpozději do šesti týdnů, aby mohl zařídit svatbu svého synovce Ahmeta s dívkou jménem Amasia, která se musí provdat do svých sedmnáctých narozenin, jinak nezdědí sto tisíc tureckých liber.
Pokud by nyní čtenáři očekávali, že bude následovat klasické Vernovo „cestopisné“ vyprávění, jsou mile překvapeni. Až do Oděsy, kde se k cestovatelům připojí Ahmet s Amasií, proběhne sice cesta celkem v klidu (pomineme-li napadení Kérabanova kočáru divočáky), ale pak nastanou veliké problémy především díky najatým banditům, kteří se snaží chystané svatbě zabránit. Ve svižném sledu následují za sebou napínavé epizody, v nichž vystupují ruští kozáci, mořští piráti nebo divocí Kurdové a nechybí ani únos Amasie.
Když se nakonec všichni šťastně dostanou zpět do Istanbulu, nastává nový problém. Svatba Ahmeta s Amasií se může konat pouze v Evropské části města, kam se ovšem Kéraban nemůže bez zaplacení onoho dodatečného poplatku za přívoz dostat. Situace však originálně vyřeší. Jistý známý artista hodlá totiž překročit Bospor na laně, které je v délce 1300 metrů nataženo mezi oběma jeho břehy. Toho využije Kéraban a nechá se artistou převézt do Evropy po laně v trakaři.

## Ilustrace
Knihu Tvrdohlavý Turek ilustroval Léon Benett.

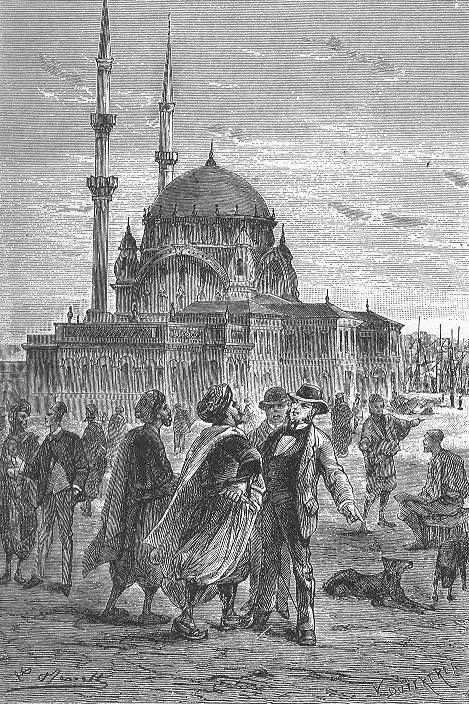
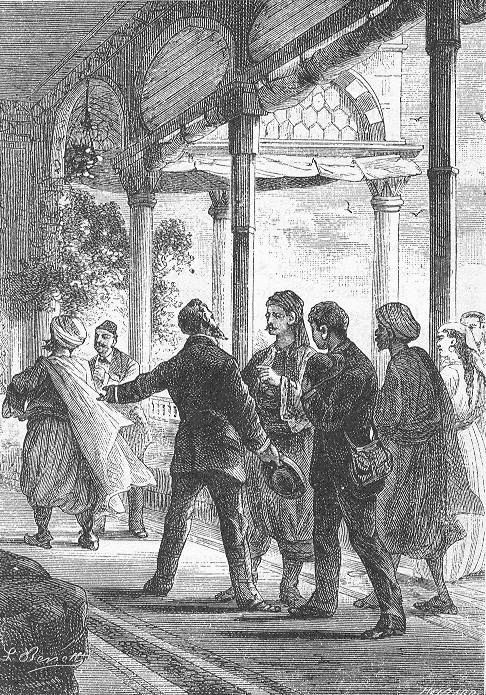
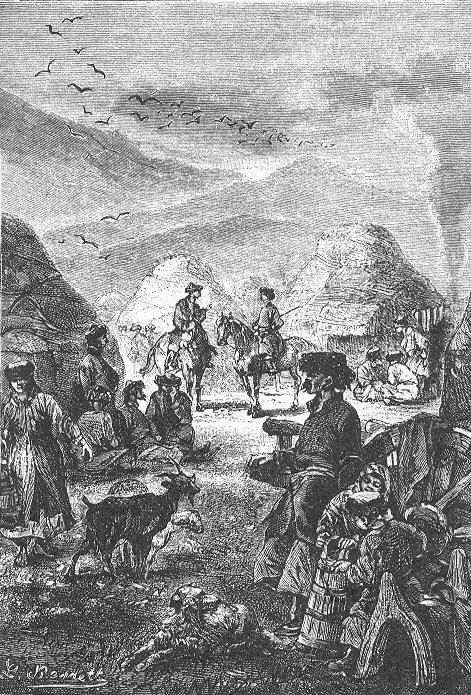
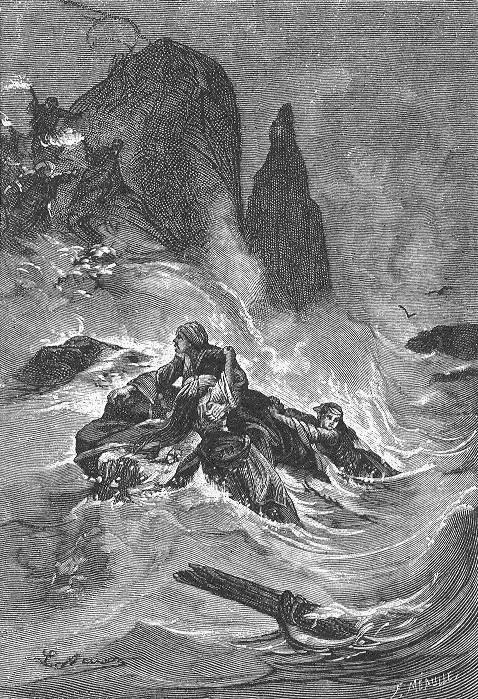
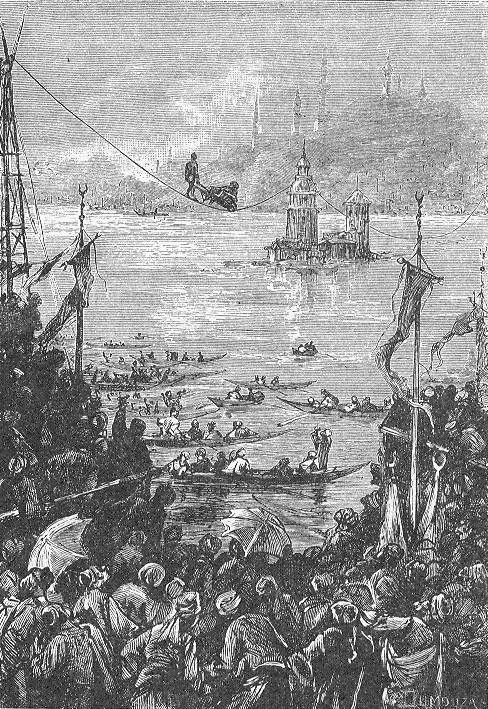

## Česká vydání
- Tvrdohlavý Turek, Josef R. Vilímek, Praha 1903, přeložila Otylie Petrová,
- Paličatý Kéraban, Eduard Beaufort, Praha 1913, přeložil Al. Tvrdek,
- Tvrdohlavý Turek, Josef R. Vilímek, Praha 1925, přeložila Otylie Petrová, znovu 1937.
- Tvrdohlavý Turek, Návrat, Brno 1997, přeložila Otylie Petrová.
- Tvrdohlavý Turek, Omega, Praha 2023, přeložila Otylie Petrová.